# Leucochrysa askanes
Leucochrysa askanes är en insektsart som först beskrevs av Banks 1946.  Leucochrysa askanes ingår i släktet Leucochrysa och familjen guldögonsländor. Inga underarter finns listade i Catalogue of Life.